# Jean-Raymond Châles
Jean-Raymond Châles est un comédien québécois né le 22 août 1956 à Montréal, Québec.

## Théâtre
- 1994 : The Master and Margarita
- 1995 : Peter Pan
- 1998-1999 : Un fil à la patte
- 2003 : La Grosse Vie
- 2004 : Vendredi soir
- 2005-2006 : Est partie comme un p'tit poulet...
- 2007 : Oh ! Gerry Oh ! & Rigodon !
- 2008-2010 : Les Misérables
- 2018 : Fame de David De Silva (en), mise en scène de Serge Postigo, Théâtre Saint-Denis : M. Sheinkopf, professeur de musique[1],[2]

## Filmographie

### Cinéma
- 1991 : Robe noire de Bruce Beresford : un ouvrier
- 1994 : Le Retour des aventuriers du timbre perdu de Michael Rubbo : Gaétan
- 1999 : Matroni et moi de Jean-Philippe Duval : Steve Gaudreault
- 2005 : 300 secondes (court métrage) de Marie-Hélène Copti : le malfrat

### Télévision
- 1980-1986 : Le Temps d’une paix
- 1988-1993 : Cormoran : Tom Pouce
- 1992: "Noël avec Pacha et les chats" : le père Noël
- 1993 : Blanche : Léo Demers
- 1993-1997 : Watatatow (saisons 3 à 7) : Armand Allaire
- 1995 : Alys Robi : le curé
- 1996 : Marguerite Volant : le notaire Sirois
- 1999 : Chartrand et Simonne : médecin-chef
- 1998-2000 : 4 et demi… : M. Duquette
- 2001-2002 : Le Monde de Charlotte : Paul Motard
- 2002 : Robinson Crusoé (téléfilm) de Thierry Chabert : le marchand français
- 2002 : Fortier 3 : proprio du resto
- 2005 : Les Bougon, c'est aussi ça la vie! : inspecteur d'assurances
- 2005 : Légendes Urbaines : un homme d'affaires / gardien de sécurité
- 2005 : Canadian Case Files 2 : agent de sécurité du terrain de stationnement
- 2005 : Casino : proprio du bar de danseuses
- 2006 : Les Hauts et les Bas de Sophie Paquin : Marcel, technicien du doublage
- 2007 : Virginie : homme travaillant à la cafétéria